# Seznam brazilskih kritikov
Seznam brazilskih kritikov.

## A
- Oswald de Andrade (1890-1954)

## C
- Otto Maria Carpeaux (1900-1978)

## P
- Menotti del Picchia

## R
- Otto Lara Rezende